# Money or Love – Fogadj a szerelemre!
A Money or Love – Fogadj a szerelemre! egy párkereső valóságshow, amelyben fiúk és lányok versenyeznek a fődíjért. 
A műsor végén a címből is következően a győztes párosnak döntenie kell, hogy a szerelmet vagy a pénzt választják-e, és ennek függvényében közösen nyernek-e fejenként 5-5 millió forintot vagy csak az egyikük 10 milliót.
Az első adása – illetve az első évad – 2022. szeptember 4-én debütált a TV2-n. A műsor további részei a Super TV2-n kerültek adásba.
A műsorvezető Demcsák Zsuzsa.

## Évadok
| Évad | Évad | Versenyzők | Részek száma | Részek száma        | Első adás           | Utolsó adás         | Győztes        | Második helyezett | Harmadik helyezett | Műsorvezető    | Eredeti adó |
| ---- | ---- | ---------- | ------------ | ------------------- | ------------------- | ------------------- | -------------- | ----------------- | ------------------ | -------------- | ----------- |
|      | 1.   | 17         | 56           | 1                   | 2022. szeptember 4. | 2022. szeptember 4. | Petra és Bazsi | Kitty és Aidan    | Ági és Bence       | Demcsák Zsuzsa |             |
| 55   | 1.   | 17         | 56           | 2022. szeptember 5. | 2022. november 18.  |                     | Petra és Bazsi | Kitty és Aidan    | Ági és Bence       | Demcsák Zsuzsa |             |

## Versenyzők
A győztes Petra és Bazsi lett, akik végül mindketten a szerelmet választották, így nyereményük fejenként 5-5 millió forint és egy közös karibi nyaralás lett. 
| #   | 1. évad (2022)           |
| --- | ------------------------ |
| 1.  | Petra (Mészáros Petra)   |
| 1.  | Bazsi (Varga Balázs)     |
| 2.  | Kitty (Korda Kitty)      |
| 2.  | Aidan (Fayarchuk Aidan)  |
| 3.  | Ági (Göbölyös Ágnes)     |
| 3.  | Bence (Balogh Bence)     |
| 4.  | Szandra (Tóth Szandra)   |
| 4.  | Levi (Járvás Levente)    |
| 9.  | Theo (Molnár Theo)       |
| 10. | Vivi (Jázmin Vivien)     |
| 11. | Ricsi (Kovács Richárd)   |
| 12. | Zsófi (Zsidai Zsófia)    |
| 13. | Ádám (Kiss Ádám)         |
| 14. | Angéla (Abasiute Angéla) |
| 15. | Zotya (Simon Zoltán)     |
| 16. | Szandi (Hubai Alexandra) |
| 17. | Alex (Zsemle Alex)       |